# Mostafa Matar
Mostafa Ali Matar (ar. مصطفى مطر; ur. 10 września 1995 w Miniyeh) – libański piłkarz, występujący na pozycji bramkarza w libańskim klubie Safa SC oraz w reprezentacji Libanu. Uczestnik Pucharu Azji 2019 i 2023.

## Statystyki

### Reprezentacyjne
Na podstawie:
| Mecze i gole w reprezentacji podczas Pucharu Azji 2023 | Mecze i gole w reprezentacji podczas Pucharu Azji 2023 | Mecze i gole w reprezentacji podczas Pucharu Azji 2023 | Mecze i gole w reprezentacji podczas Pucharu Azji 2023 | Mecze i gole w reprezentacji podczas Pucharu Azji 2023 | Mecze i gole w reprezentacji podczas Pucharu Azji 2023 | Mecze i gole w reprezentacji podczas Pucharu Azji 2023 | Mecze i gole w reprezentacji podczas Pucharu Azji 2023 |
| Lp.                                                    | Data                                                   | Miasto                                                 | Przeciwnik                                             | Wynik                                                  | Gole                                                   | Inne                                                   | Faza rozgrywek                                         |
| ------------------------------------------------------ | ------------------------------------------------------ | ------------------------------------------------------ | ------------------------------------------------------ | ------------------------------------------------------ | ------------------------------------------------------ | ------------------------------------------------------ | ------------------------------------------------------ |
| 1.                                                     | 12.01.2024                                             | Lusajl                                                 | Katar                                                  | 0:3 (0:1)                                              |                                                        |                                                        | Faza grupowa                                           |
| 2.                                                     | 17.01.2024                                             | Doha                                                   | Chiny                                                  | 0:0 (0:0)                                              |                                                        |                                                        | Faza grupowa                                           |
| 3.                                                     | 22.01.2024                                             | Doha                                                   | Tadżykistan                                            | 1:2 (0:0)                                              |                                                        | 77'                                                    | Faza grupowa                                           |

## Sukcesy
Na podstawie:

### Klubowe
Z Al Ahed:
- Mistrz Libanu 2021/22